# Henrik Heggheim
Henrik Heggheim (Stavanger, 22 aprile 2001) è un calciatore norvegese, difensore del Viking.

## Biografia
Heggheim è cresciuto ad Eiganes, quartiere di Stavanger.

## Carriera

### Club
È cresciuto nelle giovanili del Viking, in cui è entrato all'età di cinque anni. L'11 giugno 2020 ha firmato il primo contratto professionistico con il club, a cui si è legato fino al 31 dicembre 2021. Il 1º luglio successivo ha esordito in Eliteserien, schierato titolare nella vittoria per 2-0 sul Sandefjord. Il 13 agosto 2020 ha prolungato il contratto con il Viking, fino al 31 dicembre 2023. Il 17 settembre 2020 ha debuttato nelle competizioni europee per club: è stato impiegato da titolare nella sconfitta per 0-2 subita in casa contro l'Aberdeen, sfida valida per i turni preliminari dell'Europa League.
Il 30 agosto 2021 è stato ufficializzato il suo passaggio ai danesi del Brøndby, per cui ha siglato un contratto quadriennale. Il 23 settembre ha disputato la prima partita con questa maglia, nella vittoria per 1-8 arrivata in casa dell'Allerød. Il 24 ottobre ha debuttato invece in Superligaen, nel successo per 2-1 sul Copenaghen.
Il 14 marzo 2023, Heggheim è passato al Vålerenga con la formula del prestito.
Il 30 agosto 2024 ha fatto ritorno al Viking, firmando un contratto valido fino al 31 dicembre 2028.

### Nazionale
Heggheim ha debuttato per la Norvegia under 21 in data 3 settembre 2021, schierato titolare nella vittoria per 3-1 sull'Austria.
Il 31 maggio 2023 è stato incluso tra i convocati del commissario tecnico Leif Gunnar Smerud in vista dell'imminente campionato europeo Under-21.

## Statistiche

### Presenze e reti nei club
Statistiche aggiornate al 30 agosto 2024.
| Stagione       | Club           | Campionato     | Campionato | Campionato | Coppe nazionali | Coppe nazionali | Coppe nazionali | Coppe continentali | Coppe continentali | Coppe continentali | Supercoppe | Supercoppe | Supercoppe | Totale | Totale |
| Stagione       | Club           | Comp           | Pres       | Reti       | Comp            | Pres            | Reti            | Comp               | Pres               | Reti               | Comp       | Pres       | Reti       | Pres   | Reti   |
| -------------- | -------------- | -------------- | ---------- | ---------- | --------------- | --------------- | --------------- | ------------------ | ------------------ | ------------------ | ---------- | ---------- | ---------- | ------ | ------ |
| 2020           | Viking         | ES             | 26         | 0          | -               | -               | -               | UEL                | 1                  | 0                  | -          | -          | -          | 27     | 0      |
| gen.-ago. 2021 | Viking         | ES             | 17         | 0          | CN              | 2               | 0               | -                  | -                  | -                  | -          | -          | -          | 19     | 0      |
| Totale Viking  | Totale Viking  | Totale Viking  | 43         | 0          |                 | 2               | 0               |                    | 1                  | 0                  |            | -          | -          | 46     | 0      |
| ago. 2021-2022 | Brøndby        | SL             | 14         | 1          | CD              | 3               | 0               | UEL                | 4                  | 0                  | -          | -          | -          | 21     | 1      |
| 2022-mar. 2023 | Brøndby        | SL             | 2          | 0          | CD              | 1               | 0               | UECL               | 4                  | 0                  | -          | -          | -          | 7      | 0      |
| mar.-giu. 2023 | Vålerenga      | ES             | 9          | 0          | CN              | 3               | 0               | -                  | -                  | -                  | -          | -          | -          | 12     | 0      |
| 2023-2024      | Brøndby        | SL             | 13         | 0          | CD              | 0               | 0               | -                  | -                  | -                  | -          | -          | -          | 13     | 0      |
| lug.-ago. 2024 | Brøndby        | SL             | 0          | 0          | CD              | 0               | 0               | UCL                | 1                  | 0                  | -          | -          | -          | 1      | 0      |
| Totale Brøndby | Totale Brøndby | Totale Brøndby | 29         | 1          |                 | 4               | 0               |                    | 9                  | 0                  |            | -          | -          | 42     | 1      |
| ago.-dic. 2024 | Viking         | ES             | 0          | 0          | CN              | -               | -               | -                  | -                  | -                  | -          | -          | -          | 0      | 0      |
| Totale         | Totale         | Totale         | 81         | 1          |                 | 9               | 0               |                    | 10                 | 0                  |            | -          | -          | 100    | 1      |